# Ниньо, Педро Алонсо
Перало́нсо Ни́ньо (исп. Peralonso Niño, годы рождения и смерти неизвестны) по прозвищу «Чёрный» (El Negro) — спутник Колумба во время его третьего путешествия к берегам Америки, который в 1499—1500 годах одним из первых самостоятельно обследовал побережье Южной Америки (т. н. Жемчужный берег к западу от залива Пария).
Уроженец Могера, Педро Алонсо был вторым из трёх братьев Ниньо (Хуан, Педро Алонсо и Франсиско), которые сопровождали Колумба в его первом плавании. В некоторых источниках он назван лоцманом на «Санта-Марии».
Вернувшись из третьего плавания Колумба, Ниньо заручился поддержкой испанской короны (которой была обещана одна пятая всех открытых им богатств) и в компании состоятельных братьев де Ла Герра в мае 1499 года отплыл в Вест-Индию. Он посетил острова Маргарита, Коче и Кубагуа у берегов Венесуэлы, где выменял у туземцев на побрякушки 38 кг жемчуга, а также открыл соляные копи.
Хотя привезённая Ниньо в Испанию добыча превосходила всё, что прежде находили в Новом свете, по обвинению в утаивании сокровищ он был тотчас заключён в темницу, где и умер в ожидании суда.